# Napínač bubínku
Napínač bubínku (latinsky: musculus tensor tympani) je tenký sval ve středním uchu. Začíná od stěn semicanalis musculi tensoris tympani a od chrupavky sluchové trubice (cartilago tubae auditivae). Jeho šlacha obepíná processus cochloeariformis, směřuje laterálně a upíná se na rukojeť kladívka (manubrium mallei). Inervuje jej tenký nerv napínače bubínku (nervus tensoris tympani). Tento sval tahem za manubrium napíná bubínek a vtahuje jej ve formě ploché nálevky do bubínkové dutiny.